# FCM Ungheni
El FCM Ungheni es un equipo de fútbol de Moldavia que juega en la Liga 1 de Moldavia, la segunda división de fútbol en el país.

## Historia
Fue fundado en el año 1954 en la ciudad de Ungheni con el nombre Lokomotiva Ungheni y durante el periodo en la Unión Soviética fue campeón de copa en una ocasión.
Tras la disolución de la Unión Soviética y la independencia de Moldavia cambia su nombre por el de Attila Ungheni como parte de la Divizia A. En la temporada 1995/96 obtiene el ascenso a la División Nacional de Moldavia luego de que en la ronda de playoff el Nistru Cioburciu no se presentara.
Su primera temporada fue también de despedida luego de terminar en último lugar donde solo ganó un partido y empató otro en 30 juegos, perdiendo todos los partidos de visitante, anotando 10 goles y recibió 141, para ser el equipo que más goles ha recibido en una temporada de la División Nacional de Moldavia, desapareciendo al finalizar la temporadas.
El club es refundado en el año 2000 como FCM Ungheni en la Divizia B, logrando el ascenso a la segunda división cinco años después. Su etapa en segunda división fue de seis temporadas donde siempre estuvo en los lugares de mitad de tabla hacia abajo, descendiendo en la temporada 2010/11.

## Nombres
- 1954-1991 : Lokomotiva
- 1992-1997 : Attila
- 2000–2003 : FCM Ungheni
- 2003–2004 : FC Spartac Ungheni
- 2004–2007 : FC Moldova-03 Ungheni
- 2007–2008 : FCM Ungheni
- 2008–2011 : FC Olimp Ungheni
- 2011-2016 : CS Moldova-03 Ungheni
- Desde 2017 : FCM Ungheni

## Palmarés
- Copa Soviética de Moldavia: 1

1954